# منتخب سنغافورة لكرة القاعدة
منتخب سنغافورة لكرة القاعدة (بالإنجليزية: Singapore national baseball team)‏ هو ممثل سنغافورة الرسمي في المنافسات الدولية في كرة القاعدة
.